# Edouard Taylor
Edouard-Henry Taylor (París, 18 de juny de 1880 - Aubervilliers, 24 de setembre de 1903) va ser un ciclista francès, professional des del 1896 fins al 1902. Es va especialitzar en el mig fons, en què va aconseguir dues medalles als Campionats del Món de l'especialitat. Va morir d'un accident durant la disputa d'una cursa.

## Palmarès
- 1899
  -  Campió de França en Mig Fons